# Ezzedine Chakroun
Ezzedine Chakroun   (Sfax, 13 de juny de 1948) és un exfutbolista tunisià de la dècada de 1970.
Fou internacional amb la selecció de Tunisia. Pel que fa a clubs, destacà a Sfax Railways Sports.